# Autophila hormuza
Autophila hormuza är en fjärilsart som beskrevs av Edward P. Wiltshire 1977. Autophila hormuza ingår i släktet Autophila och familjen nattflyn. Inga underarter finns listade i Catalogue of Life.